# Стандарт
Вижте пояснителната страница за други значения на Стандарт.
Стандартът е документ, създаден чрез консенсус или одобрен от признат орган за стандартизация, който определя за общо и повтарящо се прилагане правила, насоки или характеристики за дейности или техните резултати, за да се постигне оптимален ред в дадена съвкупност от обстоятелства.